# سیلیان شریدان
سیلیان شریدان (انگلیسی: Cillian Sheridan؛ زادهٔ ۲۳ فوریهٔ ۱۹۸۹) بازیکن فوتبال اهل جمهوری ایرلند است.
از باشگاه‌هایی که در آن بازی کرده‌است می‌توان به باشگاه فوتبال سنت جانستون، باشگاه فوتبال کیلمارنوک، باشگاه فوتبال سلتیک، باشگاه فوتبال زسکا صوفیه، باشگاه فوتبال مادرول، باشگاه فوتبال اومانیا، باشگاه فوتبال آپوئل و باشگاه فوتبال پلیموث آرگیل اشاره کرد.
وی همچنین در تیم‌های ملی فوتبال زیر ۲۱ سال جمهوری ایرلند و جمهوری ایرلند بازی کرده‌است.